# Coleophora trochilipennella
Coleophora trochilipennella é uma espécie de mariposa do gênero Coleophora pertencente à família Coleophoridae.